# Гелен Енґвін
Гелен Енґвін (англ. Helen Angwin; нар. 1 січня 1931) — колишня австралійська тенісистка.
Найвищим досягненням на турнірах Великого шолома був фінал в одиночному розряді.

## Фінали турнірів Великого шолома

### Одиночний розряд (1 поразка)
| Результат | Рік  | Турнір              | Покриття | Суперниця       | Рахунок  |
| --------- | ---- | ------------------- | -------- | --------------- | -------- |
| Поразка   | 1952 | Чемпіонат Австралії | Трава    | Телма Койн-Лонґ | 2–6, 3–6 |